# Mattafix
I Mattafix erano un duo hip hop britannico formato da Marlon Roudette e Preetesh Hirji, divenuto famoso per i singoli Big City Life e Living Darfur. Lo stile del duo andava dal reggae al blues, all'r&b, al jazz fino al pop con sonorità trip hop.

## Carriera
Hanno esordito nel 2005 con il singolo 11.30 (Dirtiest Trick in Town), ma il singolo non entra neppure in classifica. È solo con il secondo singolo Big City Life che raggiungono la vetta delle classifiche in Inghilterra, Germania, Polonia, Austria, Italia, Svizzera e Nuova Zelanda. Il terzo singolo Passer By precede di una settimana l'uscita del loro album discografico di debutto, Signs of A Struggle, che ottiene un discreto successo in tutta Europa. Per promuovere l'album, i Mattafix si uniscono al tour di Joss Stone, girando tutto il Regno Unito. Nell'agosto 2006 i Mattafix concludono la promozione del loro album presentando il loro quarto estratto Cool Down the Pace.
Nell'agosto 2007 viene annunciata l'uscita del loro successivo album, Rhythm & Hymns, uscito poi il 12 novembre 2007. Il primo singolo Living Darfur, accompagnato da un video girato in Ciad, ha esordito durante il "GlobalDayDarfur" ed è uscito nei negozi online il 22 ottobre 2007. Successivamente escono altri due singoli.
Il 19 agosto 2011 esce un singolo di Marlon Roudette, che sceglie di continuare la carriera da solista, intitolato New Age che anticipa l'album Matter Fixed, uscito il 2 settembre.

## L'impegno sociale
I Mattafix hanno sin dai loro inizi manifestato un forte impegno sociale, in particolare a sostegno dei diritti umani in Darfur e in favore della cessazione delle ostilità. Sul sito ufficiale della band è possibile aderire alla campagna, sia facendo delle donazioni, sia inviando una lettera aperta alle Nazioni Unite.

## Componenti
- Marlon Roudette
- Preetesh Hirji (Londra, 29 ottobre 1979)

## Discografia

### Album
| Anno | Album               | Posizioni | Posizioni | Posizioni | Posizioni | Posizioni | Posizioni | Posizioni |
| Anno | Album               | UK        | AUT       | ITA       | GER       | SUI       | POL       | FRA       |
| ---- | ------------------- | --------- | --------- | --------- | --------- | --------- | --------- | --------- |
| 2005 | Signs of a Struggle | 159       | 10        | 12        | 35        | 15        | 64        | 75        |
| 2007 | Rhythm & Hymns      | -         | -         | 17        | -         | -         | -         | -         |

### Singoli
| Anno | Titolo                         | Posizioni | Posizioni | Posizioni | Posizioni | Posizioni | Posizioni | Posizioni | Posizioni | Posizioni | Posizioni | Posizioni | Posizioni | Posizioni | Posizioni | Posizioni | Posizioni | Posizioni | Posizioni |
| Anno | Titolo                         | UK        | GER       | POL       | ITA       | AUT       | NZL       | FRA       | AUS       | BEL       | LUX       | ESP       | SWE       | SUI       | POR       | NOR       | GRE       | NLD       | FIN       |
| ---- | ------------------------------ | --------- | --------- | --------- | --------- | --------- | --------- | --------- | --------- | --------- | --------- | --------- | --------- | --------- | --------- | --------- | --------- | --------- | --------- |
| 2005 | 11.30 (Dirtiest Trick In Town) | -         | -         | -         | -         | -         | -         | -         | -         | -         | -         | -         | -         | -         | -         | -         | -         | -         | -         |
| 2005 | Big City Life                  | 15        | 1         | 1         | 1         | 1         | 1         | 17        | 19        | 12        | -         | -         | 17        | 1         | -         | 3         | -         | 87        | 12        |
| 2005 | Passer By                      | 79        | -         | 44        | -         | -         | -         | -         | -         | -         | -         | -         | -         | -         | -         | -         | -         | -         | -         |
| 2006 | To & Fro                       | -         | 73        | 30        | 56        | 52        | -         | -         | -         | 49        | -         | -         | -         | 56        | -         | -         | -         | -         | -         |
| 2006 | Cool Down The Pace             | -         | 82        | -         | 25        | 52        | -         | -         | -         | -         | -         | -         | -         | 63        | -         | -         | -         | -         | -         |
| 2007 | Living Darfur                  | -         | 52        | 52        | 2         | 73        | -         | 49        | -         | 26        | 57        | 16        | 81        | 15        | 34        | 66        | 4         | -         | -         |
| 2008 | Angels on my shoulder          | -         | -         | -         | -         | -         | -         | -         | -         | -         | -         | -         | -         | -         | -         | -         | -         | -         | -         |
| 2008 | Things Have Changed            | -         | -         | -         | -         | -         | -         | -         | -         | -         | -         | -         | -         | -         | -         | -         | -         | -         | -         |